# Black River Recreation Area
Cet article possède un paronyme, voir Black River.
La Black River Recreation Area est une aire protégée américaine située dans le comté d'Eddy, au Nouveau-Mexique.